# Marokko op het wereldkampioenschap voetbal 2022
Marokko is een van de deelnemende landen aan het wereldkampioenschap voetbal 2022 in Qatar. Het is de zesde deelname van het land en de tweede achtereenvolgende. Marokko bereikte de halve finale waar het verloor van Frankrijk. Het kwam in de troostfinale uit tegen Kroatië, waarvan ze ook verloren. Hierdoor bereikte Marokko de vierde plaats van het WK. Walid Regragui is de bondscoach.

## Kwalificatie
De kwalificatiereeks speelde Marokko met Vahid Halilhodžić als bondscoach. Marokko mocht de eerste ronde van de Afrikaanse WK-kwalificatie overslaan en was automatisch geplaatst voor de tweede ronde. In de tweede ronde werd Marokko op 21 januari 2020 ingedeeld in een groep met Guinee, Guinee-Bissau en Soedan. De wedstrijden zouden oorspronkelijk gespeeld worden tussen maart 2020 en oktober 2021, maar werden door de coronacrisis verplaatst naar tussen september en november 2021. De openingswedstrijd tegen Soedan wist Marokko met 2–0 te winnen. De volgende wedstrijd werd gespeeld tegen Guinee-Bissau in eigen huis. Bijna alle spelers van Guinee-Bissau zouden een voedselvergiftiging hebben gehad, maar Guinee-Bissau speelde met zijn basisteam. Marokko won gemakkelijk, met 5–0. Drie dagen later speelde Marokko wederom tegen Guinee-Bissau, ditmaal met Guinee-Bissau als thuisspelende team, maar wederom in Marokko. Door een militaire staatsgreep in Guinee-Bissau werd er niet in dat land gespeeld. Marokko behaalde zijn derde overwinning (0–3). Doordat de vierde wedstrijd, tegen Guinee, met 1–4 gewonnen werd, plaatste Marokko zich met nog twee wedstrijden te gaan als groepswinnaar voor de play-offs. De laatste twee wedstrijden werden beide met 3–0 gewonnen, uit tegen Soedan en thuis tegen Guinee. De uitwedstrijden tegen Guinee en Soedan werden evenals de uitwedstrijd tegen Guinee-Bissau in Marokko gespeeld.
Tussen de tweede en de derde ronde werd het Afrikaans kampioenschap gespeeld. In dit toernooi werd Marokko in de kwartfinales uitgeschakeld door Egypte. Bij de loting voor de derde ronde van 22 januari 2022 werd duidelijk dat Congo-Kinshasa de laatste horde voor Marokko voor kwalificatie van het WK werd. Op 25 maart 2022 speelde Marokko de heenwedstrijd van het tweeluik met 1–1 gelijk. De thuiswedstrijd werd met 4–1 gewonnen en dus plaatste Marokko zich op 29 maart 2022 voor de WK-eindronde.

### Wedstrijden

#### Tweede ronde
|                                                   |                                   |         |        |                                                                              |
| 2 september 2021 «onderlinge duels» 20:00 (UTC+1) | Marokko                           | 2 – 0   | Soedan | Stade Moulay Abdallah, Rabat Toeschouwers: 0 Scheidsrechter: Maguette Ndiaye |
| 2 september 2021 «onderlinge duels» 20:00 (UTC+1) | Aguerd 10' Ab. Abdalla 53' (e.d.) | Verslag |        | Stade Moulay Abdallah, Rabat Toeschouwers: 0 Scheidsrechter: Maguette Ndiaye |

|                                                 |                                                                |         |               |                                                                            |
| 6 oktober 2021 «onderlinge duels» 20:00 (UTC+1) | Marokko                                                        | 5 – 0   | Guinee-Bissau | Stade Moulay Abdallah, Rabat Toeschouwers: 0 Scheidsrechter: Boubou Traoré |
| 6 oktober 2021 «onderlinge duels» 20:00 (UTC+1) | Hakimi 31' Louza 45+1' (pen.) Chair 49' El Kaabi 62' Munir 82' | Verslag |               | Stade Moulay Abdallah, Rabat Toeschouwers: 0 Scheidsrechter: Boubou Traoré |

|                                                 |               |         |                              |                                                                                        |
| 9 oktober 2021 «onderlinge duels» 20:00 (UTC+1) | Guinee-Bissau | 0 – 3   | Marokko                      | Stade Mohammed V, Casablanca Toeschouwers: 0 Scheidsrechter: Jean Jacques Ndala Ngambo |
| 9 oktober 2021 «onderlinge duels» 20:00 (UTC+1) |               | Verslag | 10', 70' El Kaabi 20' Barkok | Stade Mohammed V, Casablanca Toeschouwers: 0 Scheidsrechter: Jean Jacques Ndala Ngambo |

|                                                  |          |         |                                          |                                                                          |
| 12 oktober 2021 «onderlinge duels» 20:00 (UTC+1) | Guinee   | 1 – 4   | Marokko                                  | Stade Moulay Abdallah, Rabat Toeschouwers: 0 Scheidsrechter: Sidi Alioum |
| 12 oktober 2021 «onderlinge duels» 20:00 (UTC+1) | Kané 31' | Verslag | 21' El Kaabi 43', 65' Amallah 89' Boufal | Stade Moulay Abdallah, Rabat Toeschouwers: 0 Scheidsrechter: Sidi Alioum |

|                                                   |        |         |                           |                                                                           |
| 12 november 2021 «onderlinge duels» 20:00 (UTC+1) | Soedan | 0 – 3   | Marokko                   | Stade Moulay Abdallah, Rabat Toeschouwers: 0 Scheidsrechter: Peter Waweru |
| 12 november 2021 «onderlinge duels» 20:00 (UTC+1) |        | Verslag | 3', 61' Mmaee 90+3' Louza | Stade Moulay Abdallah, Rabat Toeschouwers: 0 Scheidsrechter: Peter Waweru |

|                                                   |                                    |         |        |                                                                           |
| 16 november 2021 «onderlinge duels» 20:00 (UTC+1) | Marokko                            | 3 – 0   | Guinee | Stade Mohammed V, Casablanca Toeschouwers: 0 Scheidsrechter: Joshua Bondo |
| 16 november 2021 «onderlinge duels» 20:00 (UTC+1) | Mmaee 21' (pen.), 29' El Kaabi 60' | Verslag |        | Stade Mohammed V, Casablanca Toeschouwers: 0 Scheidsrechter: Joshua Bondo |

#### Derde ronde
|                                                |                            |         |                |                                                                               |
| 25 maart 2022 «onderlinge duels» 16:00 (UTC+1) | Congo-Kinshasa             | 1 – 1   | Marokko        | Stade des Martyrs, Kinshasa Toeschouwers: 25.000 Scheidsrechter: Victor Gomes |
| 25 maart 2022 «onderlinge duels» 16:00 (UTC+1) | Wissa 12' Muzinga 30', 85' | Verslag | 76' Tissoudali | Stade des Martyrs, Kinshasa Toeschouwers: 25.000 Scheidsrechter: Victor Gomes |

|                                                |                                             |         |                |                                                                                             |
| 29 maart 2022 «onderlinge duels» 20:30 (UTC+1) | Marokko                                     | 4 – 1   | Congo-Kinshasa | Stade Mohammed V, Casablanca Toeschouwers: 45.000 Scheidsrechter: Pacifique Ndabihawenimana |
| 29 maart 2022 «onderlinge duels» 20:30 (UTC+1) | Ounahi 21', 54' Tissoudali 45+7' Hakimi 69' | Verslag | 77' Malango    | Stade Mohammed V, Casablanca Toeschouwers: 45.000 Scheidsrechter: Pacifique Ndabihawenimana |

### Eindstand groep I
| Pos | Team          | Wed | W | G | V | Ptn | DV | DT | +/− | Kwalificatie                       |
| --- | ------------- | --- | - | - | - | --- | -- | -- | --- | ---------------------------------- |
| 1   | Marokko       | 6   | 6 | 0 | 0 | 18  | 20 | 1  | +19 | Gekwalificeerd voor de derde ronde |
| 2   | Guinee-Bissau | 6   | 1 | 3 | 2 | 6   | 5  | 11 | −6  |                                    |
| 3   | Guinee        | 6   | 0 | 4 | 2 | 4   | 5  | 11 | −6  |                                    |
| 4   | Soedan        | 6   | 0 | 3 | 3 | 3   | 5  | 12 | −7  |                                    |

### Spelersstatistieken
Gedurende de kwalificatiecampagne kwamen er 33 spelers in actie namens Marokko. Nayef Aguerd, Sofyan Amrabat, Sofiane Boufal, Yassine Bounou, Ryan Mmaee kwamen in alle wedstrijden in actie. Tijdens de kwalificatiereeks debuteerden Imran Louza, Sofiane Alakouch, Souffian El Karouani, Mohamed Chibi en Yahia Attiyat Allah in het nationale elftal, terwijl Louza, Aymen Barkok en Tarik Tissoudali hun eerste interlanddoelpunten maakten.
| Naam                 | GW |   |   |   |   |   |   |
| -------------------- | -- | - | - | - | - | - | - |
| Nayef Aguerd         | 8  | 1 | 1 | 0 | 0 | 0 | 0 |
| Yassine Bounou       | 8  | 0 | 0 | 0 | 0 | 0 | 1 |
| Sofyan Amrabat       | 8  | 0 | 1 | 0 | 0 | 1 | 0 |
| Ryan Mmaee           | 8  | 4 | 0 | 0 | 0 | 1 | 7 |
| Sofiane Boufal       | 8  | 1 | 1 | 0 | 0 | 7 | 1 |
| Romain Saïss         | 7  | 0 | 1 | 0 | 0 | 0 | 0 |
| Achraf Hakimi        | 7  | 2 | 0 | 0 | 0 | 0 | 1 |
| Ayoub El Kaabi       | 7  | 5 | 0 | 0 | 0 | 2 | 4 |
| Adam Masina          | 6  | 0 | 1 | 0 | 0 | 0 | 2 |
| Aymen Barkok         | 6  | 1 | 1 | 0 | 0 | 0 | 4 |
| Imran Louza          | 6  | 1 | 0 | 0 | 0 | 0 | 5 |
| Ilias Chair          | 5  | 1 | 0 | 0 | 0 | 1 | 4 |
| Adel Taarabt         | 1  | 0 | 0 | 0 | 0 | 0 | 1 |
| Youssef En-Nesyri    | 2  | 0 | 0 | 0 | 0 | 0 | 2 |
| Zakaria Aboukhlal    | 2  | 0 | 0 | 0 | 0 | 1 | 1 |
| Selim Amallah        | 5  | 2 | 1 | 0 | 0 | 3 | 0 |
| Munir El Haddadi     | 3  | 1 | 1 | 0 | 0 | 2 | 1 |
| Achraf Bencharki     | 3  | 0 | 0 | 0 | 0 | 3 | 0 |
| Fayçal Fajr          | 3  | 0 | 0 | 0 | 0 | 3 | 0 |
| Moreto Cassamá       | 1  | 0 | 0 | 0 | 0 | 1 | 0 |
| David Gomes          | 1  | 0 | 0 | 0 | 0 | 1 | 0 |
| Alexandre Mendy      | 1  | 0 | 0 | 0 | 0 | 1 | 0 |
| Joseph Mendes        | 1  | 0 | 0 | 0 | 0 | 1 | 0 |
| Sofian Chakla        | 1  | 0 | 1 | 0 | 0 | 0 | 0 |
| Souffian El Karouani | 2  | 0 | 0 | 0 | 0 | 0 | 1 |
| Sofiane Alakouch     | 3  | 0 | 0 | 0 | 0 | 2 | 0 |
| Jawad El Yamiq       | 2  | 0 | 0 | 0 | 0 | 0 | 1 |
| Mohamed Chibi        | 1  | 0 | 0 | 0 | 0 | 1 | 0 |
| Samy Mmaee           | 2  | 0 | 1 | 0 | 0 | 1 | 0 |
| Tarik Tissoudali     | 2  | 2 | 0 | 0 | 0 | 1 | 1 |
| Azzedine Ounahi      | 1  | 2 | 0 | 0 | 0 | 0 | 0 |
| Munir Mohamedi       | 1  | 0 | 0 | 0 | 0 | 1 | 0 |
| Yahia Attiyat Allah  | 1  | 0 | 0 | 0 | 0 | 1 | 0 |

## Eindtoernooi
Bij de loting in Doha op 1 april 2022 werd Marokko ingedeeld in groep F, met België, Kroatië en Canada.

### Selectie en statistieken
Op 10 november 2022 werd een 26-koppige definitieve selectie bekendgemaakt.
| Nr.           | Naam                 | Geboortedatum     | GW |   |   |   |   |   |   | Club                |
| ------------- | -------------------- | ----------------- | -- | - | - | - | - | - | - | ------------------- |
| Doelmannen    |                      |                   |    |   |   |   |   |   |   |                     |
| 1             | Yassine Bounou       | 5 april 1991      | 6  | 0 | 0 | 0 | 0 | 0 | 0 | Sevilla FC          |
| 12            | Munir                | 10 mei 1989       | 1  | 0 | 0 | 0 | 0 | 0 | 0 | Al-Wahda Club       |
| 22            | Ahmed Tagnaouti      | 5 april 1996      | 0  | 0 | 0 | 0 | 0 | 0 | 0 | Wydad AC            |
| Verdedigers   |                      |                   |    |   |   |   |   |   |   |                     |
| 2             | Achraf Hakimi        | 4 november 1998   | 7  | 0 | 0 | 0 | 0 | 0 | 2 | Paris Saint-Germain |
| 3             | Noussair Mazraoui    | 14 november 1997  | 5  | 0 | 0 | 0 | 0 | 0 | 3 | Bayern München      |
| 5             | Nayef Aguerd         | 30 maart 1996     | 4  | 0 | 0 | 0 | 0 | 0 | 1 | West Ham United     |
| 6             | Romain Saïss         | 26 maart 1990     | 6  | 0 | 1 | 0 | 0 | 0 | 2 | Beşiktaş JK         |
| 18            | Jawad El Yamiq       | 29 februari 1992  | 6  | 0 | 0 | 0 | 0 | 3 | 1 | Real Valladolid     |
| 20            | Achraf Dari          | 6 mei 1999        | 3  | 1 | 1 | 0 | 0 | 1 | 1 | Stade Brestois      |
| 24            | Badr Benoun          | 30 september 1993 | 3  | 0 | 0 | 0 | 0 | 3 | 0 | Qatar SC            |
| 25            | Yahia Attiyat Allah  | 2 maart 1995      | 6  | 0 | 0 | 0 | 0 | 4 | 0 | Wydad AC            |
| Middenvelders |                      |                   |    |   |   |   |   |   |   |                     |
| 4             | Sofyan Amrabat       | 21 augustus 1996  | 7  | 0 | 1 | 0 | 0 | 0 | 0 | ACF Fiorentina      |
| 8             | Azzedine Ounahi      | 19 april 2000     | 7  | 0 | 1 | 0 | 0 | 2 | 3 | Angers SCO          |
| 13            | Ilias Chair          | 30 oktober 1997   | 1  | 0 | 0 | 0 | 0 | 1 | 0 | Queens Park Rangers |
| 15            | Selim Amallah        | 15 november 1996  | 7  | 0 | 1 | 0 | 0 | 3 | 4 | Standard Luik       |
| 23            | Bilal El Khannous    | 10 mei 2004       | 1  | 0 | 0 | 0 | 0 | 0 | 1 | KRC Genk            |
| 26            | Yahya Jabrane        | 18 juni 1991      | 2  | 0 | 0 | 0 | 0 | 2 | 0 | Wydad AC            |
| Aanvallers    |                      |                   |    |   |   |   |   |   |   |                     |
| 7             | Hakim Ziyech         | 19 maart 1993     | 7  | 1 | 0 | 0 | 0 | 0 | 2 | Chelsea FC          |
| 9             | Abderrazak Hamdallah | 17 december 1990  | 4  | 0 | 0 | 0 | 0 | 3 | 1 | Ittihad Club        |
| 10            | Anass Zaroury        | 7 december 2000   | 1  | 0 | 0 | 0 | 0 | 1 | 0 | Burnley FC          |
| 11            | Abdelhamid Sabiri    | 28 november 1996  | 5  | 1 | 1 | 0 | 0 | 1 | 3 | UC Sampdoria        |
| 14            | Zakaria Aboukhlal    | 18 februari 2000  | 4  | 1 | 0 | 0 | 0 | 4 | 0 | Toulouse FC         |
| 16            | Abde Ezzalzouli      | 17 december 2001  | 3  | 0 | 0 | 0 | 0 | 3 | 0 | CA Osasuna          |
| 17            | Sofiane Boufal       | 17 september 1993 | 7  | 0 | 1 | 0 | 0 | 0 | 7 | Angers SCO          |
| 19            | Youssef En-Nesyri    | 1 juni 1997       | 7  | 2 | 0 | 0 | 0 | 1 | 4 | Sevilla FC          |
| 21            | Walid Cheddira       | 22 januari 1998   | 2  | 0 | 0 | 1 | 0 | 2 | 0 | SSC Bari            |

| Technische staf  |                      |
| Walid Regraugi   | Bondscoach           |
| Rachid Benmahoud | Assistent-bondscoach |
| Gharib Amzine    | Assistent-bondscoach |
| Omar Harrak      | Keeperstrainer       |

### Stand groep F
| Pos | Team    | Wed | W | G | V | Ptn | DV | DT | +/− | Kwalificatie               |
| --- | ------- | --- | - | - | - | --- | -- | -- | --- | -------------------------- |
| 1   | Marokko | 3   | 2 | 1 | 0 | 7   | 4  | 1  | +3  | Door naar de knock-outfase |
| 2   | Kroatië | 3   | 1 | 2 | 0 | 5   | 4  | 1  | +3  | Door naar de knock-outfase |
| 3   | België  | 3   | 1 | 1 | 1 | 4   | 1  | 2  | −1  |                            |
| 4   | Canada  | 3   | 0 | 0 | 3 | 0   | 2  | 7  | −5  |                            |

### Wedstrijden

#### Groepsfase
|                                                                 |         |       |         |                                                                                           |
| 23 november 2022 «onderlinge duels» 13:00 (UTC+3) 11:00 (UTC+1) | Marokko | 0 – 0 | Kroatië | Stadion: Al Baytstadion, Al Khawr Toeschouwers: 59.407 Scheidsrechter: Fernando Rapallini |
| 23 november 2022 «onderlinge duels» 13:00 (UTC+3) 11:00 (UTC+1) | verslag |       |         | Stadion: Al Baytstadion, Al Khawr Toeschouwers: 59.407 Scheidsrechter: Fernando Rapallini |
| 23 november 2022 «onderlinge duels» 13:00 (UTC+3) 11:00 (UTC+1) |         |       |         | Stadion: Al Baytstadion, Al Khawr Toeschouwers: 59.407 Scheidsrechter: Fernando Rapallini |
| 23 november 2022 «onderlinge duels» 13:00 (UTC+3) 11:00 (UTC+1) |         |       |         | Stadion: Al Baytstadion, Al Khawr Toeschouwers: 59.407 Scheidsrechter: Fernando Rapallini |
|                                                                 |         |       |         |                                                                                           |

|                                                                 |        |         |                            |                                                                                          |
| 27 november 2022 «onderlinge duels» 16:00 (UTC+3) 14:00 (UTC+1) | België | 0 – 2   | Marokko                    | Stadion: Al Thumamastadion, Doha Toeschouwers: 43.738 Scheidsrechter: César Arturo Ramos |
| 27 november 2022 «onderlinge duels» 16:00 (UTC+3) 14:00 (UTC+1) |        | verslag | 73' Sabiri 90+3' Aboukhlal | Stadion: Al Thumamastadion, Doha Toeschouwers: 43.738 Scheidsrechter: César Arturo Ramos |
| 27 november 2022 «onderlinge duels» 16:00 (UTC+3) 14:00 (UTC+1) |        |         |                            | Stadion: Al Thumamastadion, Doha Toeschouwers: 43.738 Scheidsrechter: César Arturo Ramos |
| 27 november 2022 «onderlinge duels» 16:00 (UTC+3) 14:00 (UTC+1) |        |         |                            | Stadion: Al Thumamastadion, Doha Toeschouwers: 43.738 Scheidsrechter: César Arturo Ramos |
|                                                                 |        |         |                            |                                                                                          |

|                                                                |                   |         |                         |                                                                                     |
| 1 december 2022 «onderlinge duels» 18:00 (UTC+3) 16:00 (UTC+1) | Canada            | 1 – 2   | Marokko                 | Stadion: Al Thumamastadion, Doha Toeschouwers: 43.102 Scheidsrechter: Raphael Claus |
| 1 december 2022 «onderlinge duels» 18:00 (UTC+3) 16:00 (UTC+1) | Aguerd 40' (e.d.) | verslag | 4' Ziyech 23' En-Nesyri | Stadion: Al Thumamastadion, Doha Toeschouwers: 43.102 Scheidsrechter: Raphael Claus |
| 1 december 2022 «onderlinge duels» 18:00 (UTC+3) 16:00 (UTC+1) |                   |         |                         | Stadion: Al Thumamastadion, Doha Toeschouwers: 43.102 Scheidsrechter: Raphael Claus |
| 1 december 2022 «onderlinge duels» 18:00 (UTC+3) 16:00 (UTC+1) |                   |         |                         | Stadion: Al Thumamastadion, Doha Toeschouwers: 43.102 Scheidsrechter: Raphael Claus |
|                                                                |                   |         |                         |                                                                                     |

#### Achtste finale
|                                                                |                             |                         |                        |                                                                                                   |
| 6 december 2022 «onderlinge duels» 18:00 (UTC+3) 16:00 (UTC+1) | Marokko                     | 0 – 0 (n.v.) 3 – 0 pen. | Spanje                 | Stadion: Education Citystadion, Ar Rayyan Toeschouwers: 44.667 Scheidsrechter: Fernando Rapallini |
| 6 december 2022 «onderlinge duels» 18:00 (UTC+3) 16:00 (UTC+1) | verslag                     |                         |                        | Stadion: Education Citystadion, Ar Rayyan Toeschouwers: 44.667 Scheidsrechter: Fernando Rapallini |
| 6 december 2022 «onderlinge duels» 18:00 (UTC+3) 16:00 (UTC+1) | Strafschoppen               |                         |                        | Stadion: Education Citystadion, Ar Rayyan Toeschouwers: 44.667 Scheidsrechter: Fernando Rapallini |
| 6 december 2022 «onderlinge duels» 18:00 (UTC+3) 16:00 (UTC+1) | Sabiri Ziyech Benoun Hakimi |                         | Sarabia Soler Busquets | Stadion: Education Citystadion, Ar Rayyan Toeschouwers: 44.667 Scheidsrechter: Fernando Rapallini |
|                                                                |                             |                         |                        |                                                                                                   |

#### Kwartfinale
|                                                                 |                                     |         |          |                                                                                     |
| 10 december 2022 «onderlinge duels» 18:00 (UTC+3) 16:00 (UTC+1) | Marokko                             | 1 – 0   | Portugal | Stadion: Al Thumamastadion, Doha Toeschouwers: 44.198 Scheidsrechter: Facundo Tello |
| 10 december 2022 «onderlinge duels» 18:00 (UTC+3) 16:00 (UTC+1) | En-Nesyri 42' Cheddira 90+1', 90+3' | verslag |          | Stadion: Al Thumamastadion, Doha Toeschouwers: 44.198 Scheidsrechter: Facundo Tello |
| 10 december 2022 «onderlinge duels» 18:00 (UTC+3) 16:00 (UTC+1) |                                     |         |          | Stadion: Al Thumamastadion, Doha Toeschouwers: 44.198 Scheidsrechter: Facundo Tello |
| 10 december 2022 «onderlinge duels» 18:00 (UTC+3) 16:00 (UTC+1) |                                     |         |          | Stadion: Al Thumamastadion, Doha Toeschouwers: 44.198 Scheidsrechter: Facundo Tello |
|                                                                 |                                     |         |          |                                                                                     |

#### Halve finale
|                                                                 |                                |         |         |                                                                                           |
| 14 december 2022 «onderlinge duels» 22:00 (UTC+3) 20:00 (UTC+1) | Frankrijk                      | 2 – 0   | Marokko | Stadion: Al Baytstadion, Al Khawr Toeschouwers: 68.294 Scheidsrechter: César Arturo Ramos |
| 14 december 2022 «onderlinge duels» 22:00 (UTC+3) 20:00 (UTC+1) | T. Hernández 5' Kolo Muani 79' | verslag |         | Stadion: Al Baytstadion, Al Khawr Toeschouwers: 68.294 Scheidsrechter: César Arturo Ramos |
| 14 december 2022 «onderlinge duels» 22:00 (UTC+3) 20:00 (UTC+1) |                                |         |         | Stadion: Al Baytstadion, Al Khawr Toeschouwers: 68.294 Scheidsrechter: César Arturo Ramos |
| 14 december 2022 «onderlinge duels» 22:00 (UTC+3) 20:00 (UTC+1) |                                |         |         | Stadion: Al Baytstadion, Al Khawr Toeschouwers: 68.294 Scheidsrechter: César Arturo Ramos |
|                                                                 |                                |         |         |                                                                                           |

#### Troostfinale
|                                                                 |                       |         |         | |
| 17 december 2022 «onderlinge duels» 18:00 (UTC+3) 16:00 (UTC+1) | Kroatië               | 2 – 1   | Marokko | Stadion: Khalifa Internationaal Stadion, Ar Rayyan Toeschouwers: 44.137 Scheidsrechter: Abdulrahman Al-Jassim |
| 17 december 2022 «onderlinge duels» 18:00 (UTC+3) 16:00 (UTC+1) | Gvardiol 7' Oršić 42' | verslag | 9' Dari | Stadion: Khalifa Internationaal Stadion, Ar Rayyan Toeschouwers: 44.137 Scheidsrechter: Abdulrahman Al-Jassim |
| 17 december 2022 «onderlinge duels» 18:00 (UTC+3) 16:00 (UTC+1) |                       |         |         | Stadion: Khalifa Internationaal Stadion, Ar Rayyan Toeschouwers: 44.137 Scheidsrechter: Abdulrahman Al-Jassim |
| 17 december 2022 «onderlinge duels» 18:00 (UTC+3) 16:00 (UTC+1) |                       |         |         | Stadion: Khalifa Internationaal Stadion, Ar Rayyan Toeschouwers: 44.137 Scheidsrechter: Abdulrahman Al-Jassim |
|                                                                 |                       |         |         | |

FRMF · A-internationals · Bondscoaches · Marokkaans vrouwenelftal · Olympisch elftal · Lokaal · Marokko U23 · Marokko U21 · Marokko U20 · Marokko U19 · Marokko U18 · Marokko U17
1950 – 1959 ·
1960 – 1969 ·
1970 – 1979 ·
1980 – 1989 ·
1990 – 1999 ·
2000 – 2009 ·
2010 – 2019 ·
2020 − 2029
WK 1970 ·
WK 1986 ·
WK 1994 ·
WK 1998 ·
WK 2018 ·
WK 2022
OS 1964 ·
OS 1972 ·
OS 1984 ·
OS 1992 ·
OS 2000 ·
OS 2004 ·
OS 2012
1944 · 
1957 · 
1958 · 
1959 · 
1960 · 
1961 · 
1962 · 
1963 · 
1964 · 
1965 · 
1966 · 
1967 · 
1968 · 
1969 · 
1970 · 
1971 · 
1972 · 
1973 · 
1974 · 
1975 · 
1976 · 
1977 · 
1978 · 
1979 · 
1980 · 
1981 · 
1982 · 
1983 · 
1984 · 
1985 · 
1986 · 
1987 · 
1988 · 
1989 · 
1990 · 
1991 · 
1992 · 
1993 · 
1994 · 
1995 · 
1996 · 
1997 · 
1998 · 
1999 · 
2000 · 
2001 · 
2002 · 
2003 · 
2004 · 
2005 · 
2006 · 
2007 · 
2008 · 
2009 · 
2010 · 
2011 · 
2012 · 
2013 · 
2014 ·
2015 ·
2016 ·
2017 ·
2018 ·
2019 ·
2020 ·
2021 ·
2022 ·
2023 ·
2024
Albanië ·
Algerije ·
Angola ·
Argentinië ·
Armenië ·
Australië ·
Bahrein ·
België ·
Benin ·
Botswana ·
Brazilië ·
Bulgarije ·
Burkina Faso ·
Burundi ·
Canada ·
Centraal-Afrikaanse Republiek ·
Chili ·
China ·
Colombia ·
Comoren ·
Congo-Brazzaville ·
Congo-Kinshasa ·
Costa Rica ·
DDR ·
Denemarken ·
Duitsland ·
Egypte ·
Engeland ·
Equatoriaal-Guinea ·
Estland ·
Ethiopië ·
Finland ·
Frankrijk ·
Gabon ·
Gambia ·
Georgië ·
Ghana ·
Griekenland ·
Guinee ·
Guinee-Bissau ·
Hongkong ·
Ierland ·
India ·
Indonesië ·
Irak ·
Iran ·
Italië ·
Ivoorkust ·
Jamaica ·
Jemen ·
Joegoslavië ·
Jordanië ·
Kaapverdië ·
Kameroen ·
Kenia ·
Koeweit ·
Kroatië ·
Lesotho ·
Libanon ·
Liberia ·
Libië ·
Luxemburg ·
Malawi ·
Maleisië ·
Mali ·
Mauritanië ·
Mexico ·
Mozambique ·
Myanmar ·
Namibië ·
Nederland ·
Nieuw-Zeeland ·
Niger ·
Nigeria ·
Noord-Ierland ·
Noorwegen ·
Oeganda ·
Oekraïne ·
Oezbekistan ·
Oman ·
Palestina ·
Paraguay ·
Peru ·
Polen ·
Portugal ·
Qatar ·
Roemenië ·
Rusland ·
Rwanda ·
Saoedi-Arabië ·
Sao Tomé en Principe ·
Schotland ·
Senegal ·
Servië ·
Sierra Leone ·
Slowakije ·
Soedan ·
Somalië ·
Sovjet-Unie ·
Spanje ·
Syrië ·
Tanzania ·
Thailand ·
Togo ·
Trinidad en Tobago ·
Tsjechië ·
Tunesië ·
Uruguay ·
Verenigde Arabische Emiraten ·
Verenigde Staten ·
Zambia ·
Zimbabwe ·
Zuid-Afrika ·
Zuid-Jemen ·
Zuid-Korea ·
Zwitserland
België (2022) · 
Frankrijk (2022) ·
Iran (2018) · 
Kroatië (2022, 1) ·
Kroatië (2022, 2) ·
Portugal (2018) · 
Portugal (2022) ·
Spanje (2018) ·
Spanje (2022)
1 Bounou ·
2 Hakimi ·
3 Mazraoui ·
4 Amrabat ·
5 Aguerd ·
6 Saïss  ·
7 Ziyech ·
8 Ounahi ·
9 Hamdallah ·
10 Zaroury ·
11 Sabiri ·
12 Munir ·
13 Chair ·
14 Aboukhlal ·
15 Amallah ·
16 Ezzalzouli ·
17 Boufal ·
18 El Yamiq ·
19 En-Nesyri ·
20 Dari ·
21 Cheddira ·
22 Tagnaouti ·
23 El Khannous ·
24 Benoun ·
25 Attiyat Allah ·
26 Jabrane ·
Coach: Regragui